# كرامر (موسيقي)
كرامر (بالإنجليزية: Kramer)‏ هو موسيقي ومنتج أسطوانات وملحن أمريكي، ولد في 1958 في نيويورك في الولايات المتحدة.

## وصلات خارجية
- الموقع الرسمي
- كرامر على موقع ميوزك برينز (الإنجليزية)
- كرامر على موقع ميوزك برينز (الإنجليزية)
- كرامر على موقع أول ميوزيك (الإنجليزية)
- كرامر على موقع أول ميوزيك (الإنجليزية)
- كرامر على موقع ديسكوغز (الإنجليزية)
- كرامر على موقع ديسكوغز (الإنجليزية)